# IAM Cycling
IAM Cycling (Kod UCI: IAM) – szwajcarska zawodowa grupa kolarska istniejąca w latach 2013–2016.
Właścicielem grupy była IAM, szwajcarska grupa zarządzająca funduszami inwestycyjnymi.
W latach 2015–2016 grupa występowała w dywizji UCI WorldTeams.

## Historia
O powstaniu grupy poinformowano w kwietniu 2012 roku przy okazji wyścigu Tour de Romandie. Głównym celem projektu, którego elementem jest profesjonalna grupa kolarska, był rozwój kolarstwa w Szwajcarii.

## Ostatni skład
Stan na styczeń 2016
| Skład drużyny 2016                                        | Skład drużyny 2016   | Skład drużyny 2016 | Skład drużyny 2016                 |
| Imię i nazwisko                                           | Data urodzenia       | Państwo            | Poprzednia grupa                   |
| --------------------------------------------------------- | -------------------- | ------------------ | ---------------------------------- |
| Marcel Aregger                                            | 28 sierpnia 1990     | Szwajcaria         | Atlas Personal-Jakroo (2012)       |
| Matthias Brändle                                          | 7 grudnia 1989       | Austria            | NetApp (2012)                      |
| Clément Chevrier                                          | 29 czerwca 1992      | Francja            | Bissell Development (2014)         |
| Stef Clement                                              | 24 września 1982     | Holandia           | Belkin (2014)                      |
| Jérôme Coppel                                             | 6 sierpnia 1986      | Francja            | Cofidis, Solutions Crédits (2014)  |
| Stefan Denifl                                             | 22 września 1987     | Austria            | Vacansoleil-DCM (2012)             |
| Dries Devenyns                                            | 22 lipca 1983        | Belgia             | Giant-Shimano (2014)               |
| Martin Elmiger                                            | 23 września 1978     | Szwajcaria         | AG2R La Mondiale (2012)            |
| Sondre Holst Enger                                        | 17 grudnia 1993      | Norwegia           | Sparebanken Sør (2014)             |
| Mathias Frank                                             | 9 grudnia 1986       | Szwajcaria         | BMC Racing Team (2013)             |
| Jonathan Fumeaux                                          | 7 marca 1988         | Szwajcaria         | Atlas Personal-Jakroo (2012)       |
| Heinrich Haussler                                         | 25 lutego 1984       | Australia          | Garmin-Sharp (2012)                |
| Reto Hollenstein                                          | 22 sierpnia 1985     | Szwajcaria         | NetApp (2012)                      |
| Leigh Howard                                              | 18 października 1989 | Australia          | Orica-GreenEDGE (2015)             |
| Roger Kluge                                               | 5 lutego 1986        | Niemcy             | NetApp-Endura (2013)               |
| Vegard Stake Laengen                                      | 7 lutego 1989        | Norwegia           | Joker (2015)                       |
| Pirmin Lang                                               | 25 listopada 1984    | Szwajcaria         | Atlas Personal-Jakroo (2012)       |
| Oliver Naesen                                             | 16 września 1990     | Belgia             | Topsport Vlaanderen-Baloise (2015) |
| Jarlinson Pantano                                         | 19 listopada 1988    | Kolumbia           | Colombia (2014)                    |
| Simon Pellaud                                             | 6 listopada 1992     | Szwajcaria         | Atlas Personal-Jakroo (2012)       |
| Matteo Pelucchi                                           | 21 stycznia 1989     | Włochy             | Team Europcar (2012)               |
| Vicente Reynès                                            | 30 lipca 1981        | Hiszpania          | Lotto-Belisol (2013)               |
| Aleksejs Saramotins                                       | 8 kwietnia 1982      | Łotwa              | Cofidis, le Crédit en Ligne (2012) |
| David Tanner                                              | 30 września 1984     | Australia          | Belkin (2014)                      |
| Jonas Van Genechten                                       | 16 września 1986     | Belgia             | Lotto-Belisol (2014)               |
| Larry Warbasse                                            | 28 czerwca 1990      | Stany Zjednoczone  | BMC Racing Team (2014)             |
| Marcel Wyss                                               | 25 czerwca 1986      | Szwajcaria         | NetApp (2012)                      |
| Oliver Zaugg                                              | 9 maja 1981          | Szwajcaria         | Tinkoff-Saxo (2015)                |
|                                                           |                      |                    |                                    |
| Źródła: ProCyclingStats Cycling Quotient Cycling Archives |                      |                    |                                    |